# پولواتا کولونی
پولواتا کولونی (به لاتین: Polwatta Colony) یک منطقهٔ مسکونی در سری‌لانکا است که در استان مرکزی (سری‌لانکا) واقع شده‌است.